# Ruta Gerulaitis
Pour les articles homonymes, voir Gerulaitis.
Ruta Gerulaitis (née le 18 novembre 1955) est une joueuse de tennis américaine, née de parents lituaniens, professionnelle à la fin des années 1970 et début 1980.
En 1979, elle a atteint les quarts de finale à Roland-Garros (battue par Chris Evert), en battant successivement Chris O'Neil, Ilana Kloss et Betty Stöve. Il s'agit de sa meilleure performance en simple dans une épreuve du Grand Chelem.
Elle est la sœur cadette de Vitas Gerulaitis.

## Palmarès

### Titre en simple dames
Aucun

### Finales en simple dames
| No | Date       | Nom et lieu du tournoi                          | Catégorie | Dotation | Surface      | Vainqueure   | Score         |          |
| -- | ---------- | ----------------------------------------------- | --------- | -------- | ------------ | ------------ | ------------- | -------- |
| 1  | 23-08-1976 | WTA Westchester Invitational, Harrison          |           | 10 000 $ | Terre (ext.) | Beth Norton  | 1-6, 7-5, 6-3 |          |
| 2  | 09-01-1978 | Avon Futures of Northern California, San Carlos | Futures   | 20 000 $ | Dur (ext.)   | Peanut Louie | 7-6, 6-2      | Parcours |

### Titre en double dames
Aucun

### Finale en double dames
Aucune

## Parcours en Grand Chelem

### En simple dames
| Année | Open d'Australie (janvier) | Open d'Australie (janvier) | Internationaux de France | Internationaux de France | Wimbledon       | Wimbledon     | US Open         | US Open       | Open d'Australie (décembre) | Open d'Australie (décembre) |
| ----- | -------------------------- | -------------------------- | ------------------------ | ------------------------ | --------------- | ------------- | --------------- | ------------- | --------------------------- | --------------------------- |
| 1976  | -                          | -                          | -                        | -                        | -               | -             | 3e tour (1/16)  | Mima Jaušovec | n/a                         | n/a                         |
| 1977  | -                          | -                          | -                        | -                        | 1er tour (1/64) | Chris Evert   | 1er tour (1/64) | Zenda Liess   | -                           | -                           |
| 1978  | n/a                        | n/a                        | 1er tour (1/32)          | Michelle Tyler           | 4e tour (1/8)   | Virginia Wade | 2e tour (1/32)  | Anne Hobbs    | -                           | -                           |
| 1979  | n/a                        | n/a                        | 1/4 de finale            | Chris Evert              | 3e tour (1/16)  | Greer Stevens | 2e tour (1/32)  | Leslie Allen  | -                           | -                           |
| 1980  | n/a                        | n/a                        | 1er tour (1/32)          | Brigitte Simon           | 1er tour (1/64) | Rene Blount   | -               | -             | -                           | -                           |
| 1981  | n/a                        | n/a                        | -                        | -                        | -               | -             | 1er tour (1/64) | Paula Smith   | -                           | -                           |

À droite du résultat, l’ultime adversaire.

### En double dames
| Année | Open d'Australie (janvier) | Open d'Australie (janvier) | Internationaux de France     | Internationaux de France | Wimbledon                    | Wimbledon                | US Open                       | US Open                    | Open d'Australie (décembre) | Open d'Australie (décembre) |
| ----- | -------------------------- | -------------------------- | ---------------------------- | ------------------------ | ---------------------------- | ------------------------ | ----------------------------- | -------------------------- | --------------------------- | --------------------------- |
| 1976  | -                          | -                          | -                            | -                        | -                            | -                        | 1er tour (1/32) Sue Stap      | Kristien Shaw S. Tolleson  | n/a                         | n/a                         |
| 1977  | -                          | -                          | -                            | -                        | -                            | -                        | 2e tour (1/16) Sue Stap       | C. Sieler W. Turnbull      | -                           | -                           |
| 1978  | n/a                        | n/a                        | 1er tour (1/16) C. Sieler    | P. Bostrom Kym Ruddell   | 2e tour (1/16) C. Sieler     | E. Goolagong Betty Stöve | 2e tour (1/16) C. Sieler      | Chris Newton Pam Whytcross | -                           | -                           |
| 1979  | n/a                        | n/a                        | -                            | -                        | 2e tour (1/16) Martina Walsh | Ilana Kloss B. Stuart    | 1er tour (1/32) M. Simionescu | A. Moulton M. L. Piatek    | -                           | -                           |
| 1982  | n/a                        | n/a                        | 1er tour (1/32) Mary Carillo | S. Mascarin Anne White   | -                            | -                        | -                             | -                          | -                           | -                           |

Sous le résultat, la partenaire ; à droite, l’ultime équipe adverse.

### En double mixte
| Année | Open d'Australie (janvier) | Open d'Australie (janvier) | Internationaux de France | Internationaux de France | Wimbledon                    | Wimbledon                | US Open                       | US Open                    | Open d'Australie (décembre) | Open d'Australie (décembre) |
| ----- | -------------------------- | -------------------------- | ------------------------ | ------------------------ | ---------------------------- | ------------------------ | ----------------------------- | -------------------------- | --------------------------- | --------------------------- |
| 1974  | n/a                        | n/a                        | -                        | -                        | -                            | -                        | 2e tour (1/8) V. Gerulaitis   | Chris Evert Jimmy Connors  | n/a                         | n/a                         |
| 1975  | n/a                        | n/a                        | -                        | -                        | -                            | -                        | 1/4 de finale V. Gerulaitis   | Rosie Casals Dick Stockton | n/a                         | n/a                         |
| 1976  | n/a                        | n/a                        | -                        | -                        | -                            | -                        | 1er tour (1/16) V. Gerulaitis | L. Beaven John Feaver      | n/a                         | n/a                         |
| 1977  | n/a                        | n/a                        | -                        | -                        | 2e tour (1/16) V. Gerulaitis | Judy Tegart Neale Fraser | -                             | -                          | n/a                         | n/a                         |

Sous le résultat, le partenaire ; à droite, l’ultime équipe adverse.